# Výsluní
Výsluní (en allemand : Sonnenberg) est une ville du district de Chomutov, dans la région d'Ústí nad Labem, en Tchéquie. Sa population s'élevait à 294 habitants en 2023.

## Géographie
Výsluní se trouve à 13 km à l'est de Chomutov, à 62 km au sud-ouest d'Ústí nad Labem et à 96 km au nord-ouest de Prague.
La commune est limitée par l'Allemagne et Hora Svatého Šebestiána au nord, par Křimov, Málkov et Místo à l'est, par Kadaň et Klášterec nad Ohří au sud, et par Domašín et Kryštofovy Hamry à l'ouest.

## Histoire
La première mention écrite du village de Výsluní remonte à 1292.

## Patrimoine
Patrimoine religieux

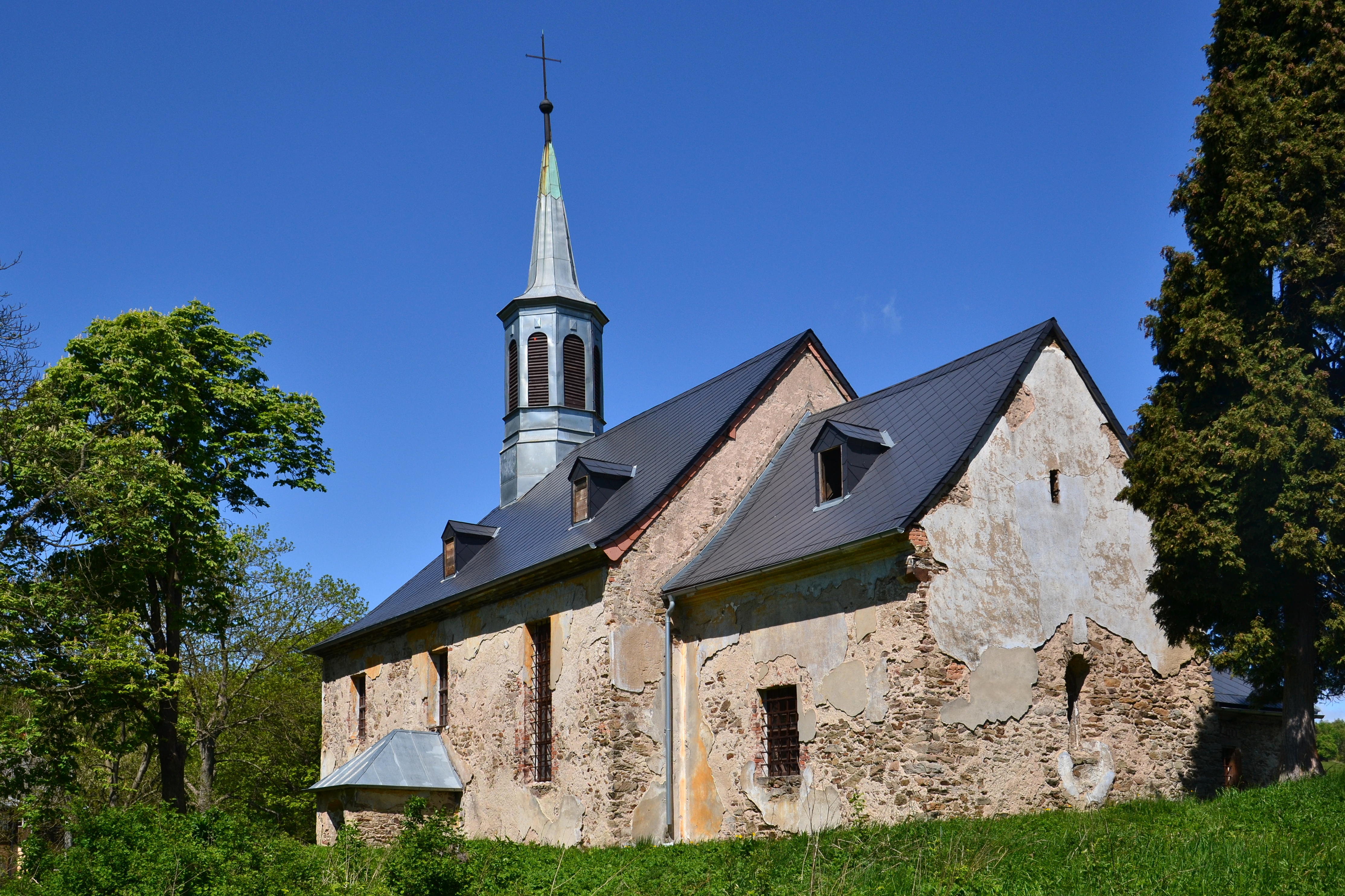
Volyně : église Saints-Pierre-et-Paul.
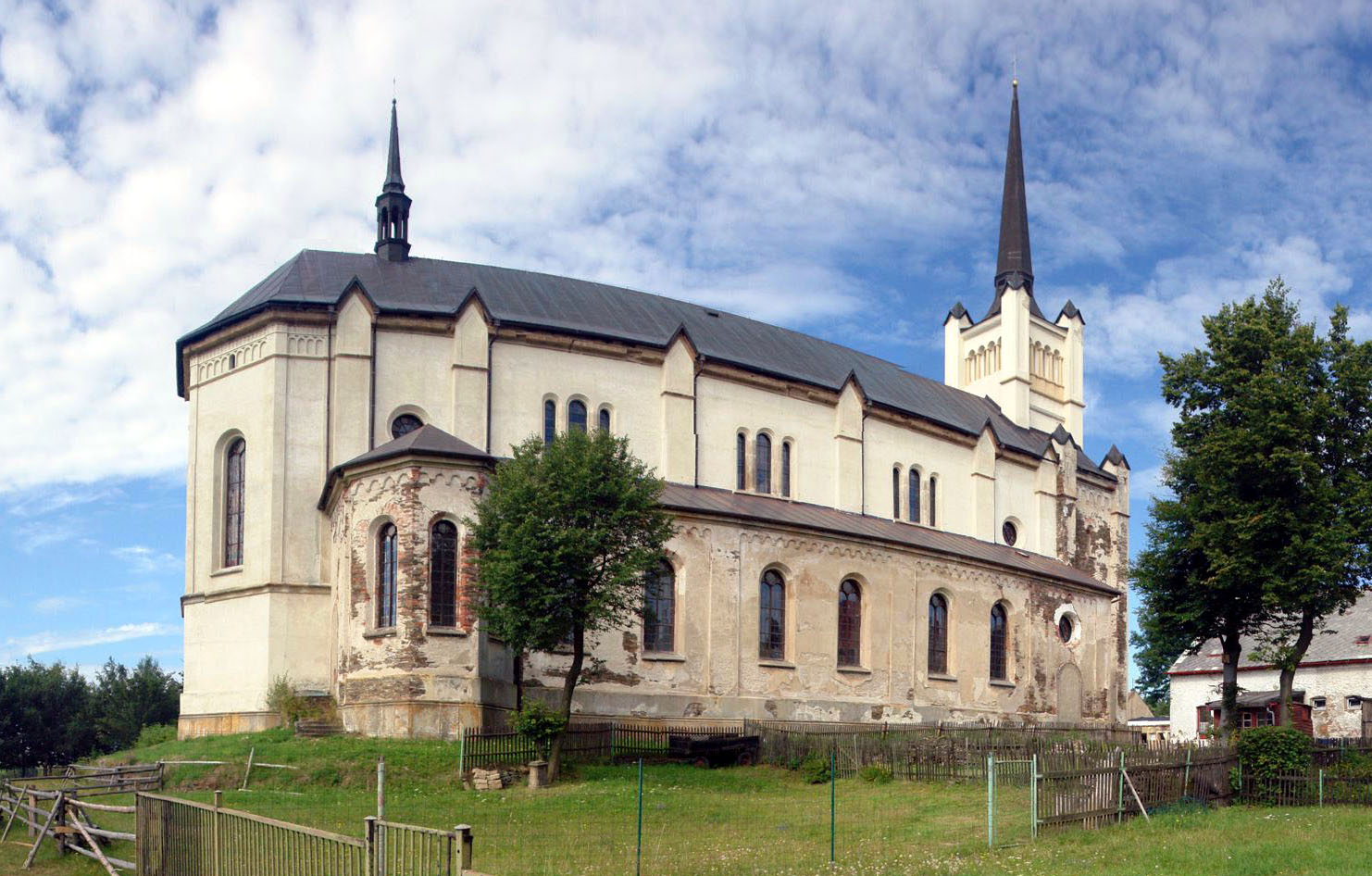
Vysluni : église Saint-Venceslas.

Patrimoine naturel
Le site de Na loučkách est une grande zone de biotope humide de plus de 1 000 ha sur le plateau des monts Métallifères, entre la ville de Výsluní et le réservoir de Přísečnice.

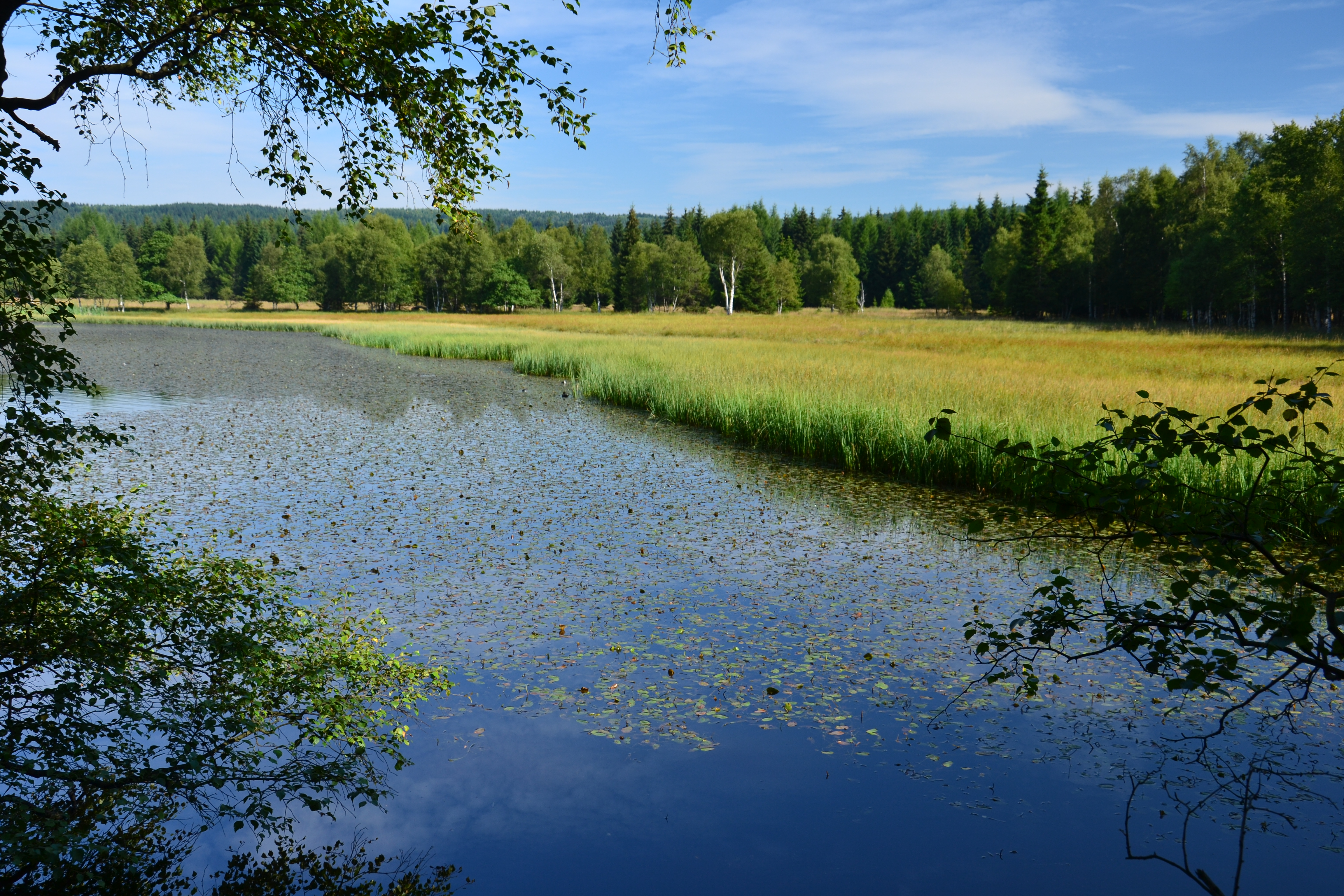
Zone protégée de Na Loučkách II.

## Administration
La commune se compose de six sections :
- Kýšovice
- Sobětice
- Třebíška
- Úbočí
- Volyně
- Výsluní

## Transports
Par la route, Výsluní se trouve à 17 km de Chomutov, à 85 km d'Ústí nad Labem et à 108 km de Prague.